# Union Square (New York)

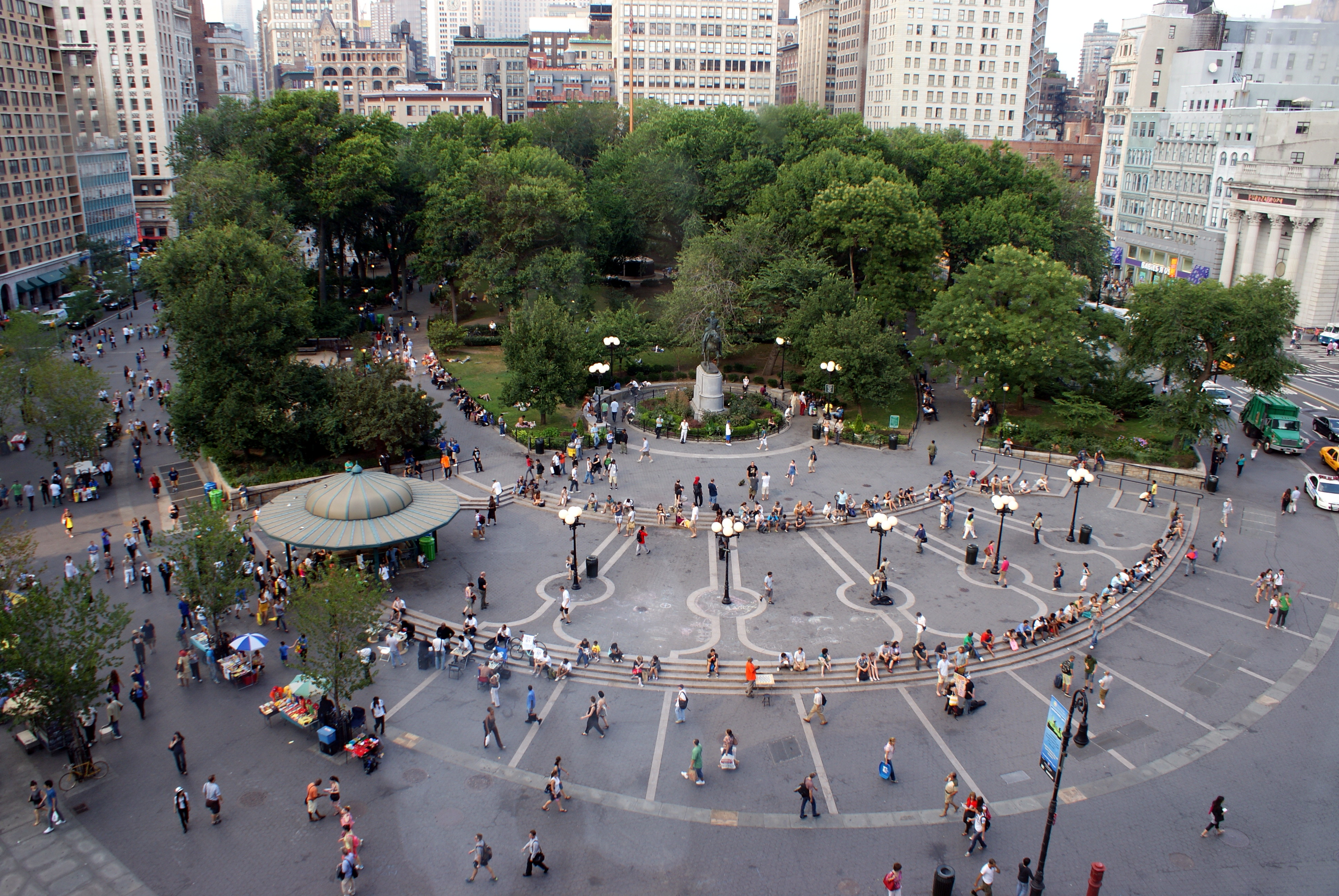
Union Square

Union Square (också under namnet Union Square Park) är en viktig och historisk korsning på Manhattan i New York där Broadway och Bowery förenades på början av 1800-talet. Idag är den belägen mellan 14th Street, Union Square East, 17th Street, och Union Square West. Viktiga genomfarter som leder från parken är Broadway som leder både norr och söder; Fourth Avenue leder sydöst till Bowery; och Park Avenue South som leder norrut till Grand Central Terminal. Områden runt parken är Flatiron District till norr, Chelsea till väst, Greenwich Village och New York University till söder, och Gramercy till öst.
Union Square är välkänt för sin ryttarstaty av George Washington, skapad av Henry Kirke Brown och avtäcktes år 1856.